# Biblioteca y archivos nacionales de Quebec
La Biblioteca y archivos nacionales de Quebec (en francés: Bibliothèque et Archives nationales du Québec) es una corporación pública creada por la fusión de la Biblioteca Nacional de Quebec y los Archivos Nacionales de Quebec en 2006. La Biblioteca Nacional de Quebec se había fusionado previamente con la Gran Biblioteca de Quebec en 2002. Su misión es ofrecer un acceso democrático a la cultura y el conocimiento. Recoge, conserva y difunde el patrimonio documental quebequense de o en relación con Quebec. También ofrece los servicios de una biblioteca pública. BAnQ abarca la Gran Biblioteca, el Centro de Conservación y nueve centros de archivo en Montreal, Quebec, Gatineau, Rimouski, Rouyn-Noranda, Saguenay, Sept-Îles, Sherbrooke y Trois-Rivières, y un punto de servicio en Gaspé.
El edificio es obra de los arquitectos John y Patricia Patkau y fue finalizado en 2010.

## Historia
El 31 de enero de 2006, la Bibliothèque nationale du Québec y los Archives nationales du Québec se fusionaron para convertirse en Bibliothèque et Archives nationales du Québec.